# Jan IX.
Jan IX. (??, Tivoli – 26. března 900 Řím) byl papežem od ledna 898 až do své smrti.

## Život
Nejenže potvrdil rozhodnutí svého předchůdce Theodora II. z roku 897, které zaručovalo křesťanský pohřeb
papeži Formosovi (891–896), ale na koncilu v Ravenně dokonce nařídil, aby záznamy ze synodu, který jej odsoudil, byly spáleny.